# Ophiocreas ambonesicum
Ophiocreas ambonesicum är en ormstjärneart som beskrevs av Döderlein 1927. Ophiocreas ambonesicum ingår i släktet Ophiocreas och familjen Asteroschematidae. Inga underarter finns listade i Catalogue of Life.